# Lampona papua
Lampona papua là một loài nhện trong họ Lamponidae. Loài này được phát hiện ở New Guinea.